# Udaan
Pour plus de détails, voir Fiche technique et Distribution.
Udaan (उड़ान) est un film indien de Vikramaditya Motwane dont c'est la première réalisation. Il relate le difficile cheminement d'un adolescent incompris par son père qui rêve de devenir écrivain. Les rôles principaux sont tenus par Ronit Roy, Ram Kapoor et Anand Tiwari. Udaan fait partie de la sélection Un certain regard du Festival de Cannes 2010 dont le jury est présidé par Claire Denis.

## Synopsis
Après avoir été abandonné huit ans dans un pensionnat, Rohan revient dans la petite ville industrielle de Jamshedpur. Il se retrouve oppressé entre un père autoritaire et un jeune demi-frère, Arjun, dont il ne connaissait pas l'existence. Contraint à travailler dans l'usine sidérurgique paternelle et à poursuivre des études d'ingénieur, il tente malgré tout de forger sa propre vie en réalisant son rêve : être écrivain.

## Fiche technique
- Titre : Udaan
- Titre original : उड़ान
- Réalisateur : Vikramaditya Motwane
- Scénario : Vikramaditya Motwane et Anurag Kashyap
- Musique : Amit Trivedi
- Photographie : Mahendra Shetty
- Montage : Dipika Kalra
- Son : Kunal Sharma
- Production : Anurag Kashyap Films
- Pays d'origine : Inde
- Date de sortie : 2010
- Format : Couleurs
- Genre : Drame
- Durée : 134 min

## Distribution
- Rajat Barmecha : Rohan
- Ronit Roy : Bhairav
- Ram Kapoor : Jimmy
- Anand Tiwari : Apu
- Aayan Boradia : Arjun

## Récompenses
Udaan est le premier film indien depuis sept ans à faire partie de la sélection Un certain regard au Festival de Cannes 2010. Il reçoit également le Prix du public et celui de la Meilleure bande originale au Festival du film de Giffoni (Italie). Par ailleurs il est distingué à de nombreuses reprises en Inde.
Star Screen Awards 2011
- Meilleur film
- Meilleur réalisateur
- Meilleur acteur dans un rôle négatif : Ronit Roy
- Meilleur enfant acteur : Ayaan Barodia

Zee Cine Awards
- Prix du jury du meilleur film
- Prix du jury du meilleur réalisateur
- Meilleur acteur dans un rôle négatif : Ronit Roy